# LPG (band)
LPG is een Nederlandse band uit Hoogezand.

## Biografie
De debuutplaat, I fear no foe, verscheen in april 2005 bij Excelsior Recordings.
Het design van de cd-hoes en het boekje is van bandlid Anne, die er een aantal jaren kunstacademie op heeft zitten. In januari 2006 werd LPG gespot door reclamebureau Grey Worldwide, dat de track Belly Rollercoaster selecteerde voor een internationale reclamecampagne voor een nieuwe serie Nokia-telefoons. In april 2006 was de reclame voor het eerst te zien in een deel van Europa. In mei 2008 verscheen het tweede album With the earth above me.

## Bandleden
- Arend Jan van der Scheer - gitaar, zang
- Martien ter Veen - keyboard, gitaar, zang
- Anne van Wieren - gitaar, basgitaar, zang
- Gerald Kooistra - basgitaar, gitaar, zang
- Christiaan Nijburg - drums, zang

## Discografie

### Albums
| Album met eventuele hitnotering(en) in de Nederlandse Album Top 100 | Datum van verschijnen | Datum van binnenkomst | Hoogste positie | Aantal weken | Opmerkingen |
| ------------------------------------------------------------------- | --------------------- | --------------------- | --------------- | ------------ | ----------- |
| I fear no foe                                                       | 4-4-2005              |                       |                 |              |             |
| With the earth above me                                             | 5-5-2008              |                       |                 |              |             |
| The Village                                                         | 12-3-2012             |                       |                 |              |             |

### Singles
| Single met eventuele hitnotering(en) in de Nederlandse Top 40 | Datum van verschijnen | Datum van binnenkomst | Hoogste positie | Aantal weken | Opmerkingen                   |
| ------------------------------------------------------------- | --------------------- | --------------------- | --------------- | ------------ | ----------------------------- |
| Sparrow                                                       | 3-4-2005              |                       |                 |              | splitsingle met Spinvis       |
| Belly Rollercoaster                                           | 8-2-2007              |                       |                 |              | splitsingle met The Bullfight |